# Гіллер Інга Ігорівна
І́нга І́горівна Гі́ллер (* 1991) — українська синхронна плавчиня. Майстер спорту України міжнародного класу.

## З життєпису
Народилася 1991 року в місті Донецьк. Навчалася в коледжі олімпійського резерву імені Сергія Бубки. 2006 року виграла бронзову медаль у довільній комбінації на Чемпіонаті Європи з синхронного плавання серед юніорів (Бонн).
2007 року виграла бронзову медаль у довільній комбінації на Чемпіонаті Європи серед юніорів. Брала участь у Чемпіонаті світу з водних видів спорту 2007 року.
2008 року на Чемпіонаті Європи з водних видів спорту, який проходив у Ейндговені, виборола бронзову медаль у довільній комбінації.
2009 року брала участь у Чемпіонаті Європи з синхронного плавання серед юніорів, який проходив у Глостері, де здобула дві срібні медалі: одну в командній програмі та одну в довільній комбінації. Учасниця Чемпіонату світу з водних видів спорту 2009 року (Рим)
Учасниця чемпіонату Європи з водних видів спорту 2010 року в Будапешті, виграла бронзові медалі в командній комбінації та командній програмі.
Учасниця чемпіонату світу з водних видів спорту 2011.